# Andreas Felix von Oefele
Andreas Felix von Oefele (München, 1706. május 17. – München, 1780. február 24.) (gyakran használt latinos formában: Oefelius) német történész, teológus és könyvtáros. Elsősorban forrásközléseivel vált ismertté.
Egy müncheni fogadós fia volt. A helyi Wilhelmsgymnasiumban tett érettségit, majd az ingolstadti és a leuveni egyetemen jogot és történelmet hallgatott. 1727-ben Leuvenben könyvtárosként kezdett dolgozni. 1746-ban kinevezték III. Miksa bajor választófejedelem udvari könyvtárosának és titkos archívuma kezelőjének. E munkáját 1778-ig végezhette, amikor egészségi állapota annyira megromlott, hogy fel kellett mondania. Jelentős szerepe volt a Bajor Tudományos Akadémia megalapításában, amelynek 1759-től maga is tagja volt.
Kimagasló érdeme, hogy kéziratból közrebocsátotta Andreas von Regensburg (kb. 1380-1442 után) bajor szerzetes és történetíró számos művét.

## Fordítás
- Ez a szócikk részben vagy egészben a Andreas Felix von Oefele című német Wikipédia-szócikk ezen változatának fordításán alapul.  Az eredeti cikk szerkesztőit annak laptörténete sorolja fel. Ez a jelzés csupán a megfogalmazás eredetét és a szerzői jogokat jelzi, nem szolgál a cikkben szereplő információk forrásmegjelöléseként.